# Ulujul
Der Ulujul (russisch Улуюл; auch Ulu-Jul, Улу-Юл) ist ein 411 km langer rechter Nebenfluss des Tschulym in der Oblast Tomsk in Russland.

## Verlauf
Der Ulujul entspringt im Ostteil der Tschulymebene, im äußersten Südosten des Westsibirischen Tieflands, knapp 170 km Luftlinie nördlich von Bogotol unweit der Grenze zur Region Krasnojarsk. Er durchfließt die Ebene auf seiner gesamten Länge stark mäandrierend zunächst in nordwestlicher, dann in westlicher bis westsüdwestlicher Richtung, in einen weiten Bogen nördlich des benachbarten Tschulym-Nebenflusses Tschitschkajul. Er mündet schließlich beim Dorf Ust-Jul in den Tschulym, knapp 100 km nordnordwestlich von Assino.
Das Einzugsgebiet des Flusses umfasst 8450 km². Die bedeutendsten Nebenflüsse sind Tschornaja (Länge 56 km) und Tschebak (58 km) von links sowie der Argatjul (65 km) von rechts.
Der Abfluss 70 km oberhalb der Mündung beträgt im Jahresmittel 43,92 m³/s, bei einem maximalen monatlichen Mittel von 196 m³/s im Mai und einem minimalen monatlichen Mittel von 14,13 m³/s im März. Von der zweiten Oktoberhälfte/ersten Novemberhälfte bis in die zweite Aprilhälfte/erste Maihälfte friert der Fluss zu.
Das vom Tschitschkajul durchflossene Taigagebiet ist nur dünn besiedelt. Aus diesem Grund dient er auch nicht als Binnenwasserstraße, obwohl er ab dem Mittellauf für kleinere Fahrzeuge schiffbar ist. Neben Ust-Jul an der Mündung sind die einzigen Ortschaften am Unterlauf des Flusses Argat-Jul und Ulu-Jul; die weiter oberhalb gelegenen Dörfer Kilinka, Lomowka, Sacharkowo und weitere wurden mittlerweile aufgegeben. Ab dem Mittellauf verläuft der Ulujul durch den Rajon Perwomaiski, während sich der Oberlauf auf dem Territorium des Teguldetski rajon befindet. Beim Dorf Ulu-Jul wenig oberhalb der Flussmündung kreuzt die dem Tschulym folgende Eisenbahnstrecke Tomsk – Assino – Bely Jar den Ulujul.